# Euphorbia polyacantha
Euphorbia polyacantha es una especie fanerógama perteneciente a la familia de las euforbiáceas. Es endémica del sur de Yemen, Sudán y Etiopía.

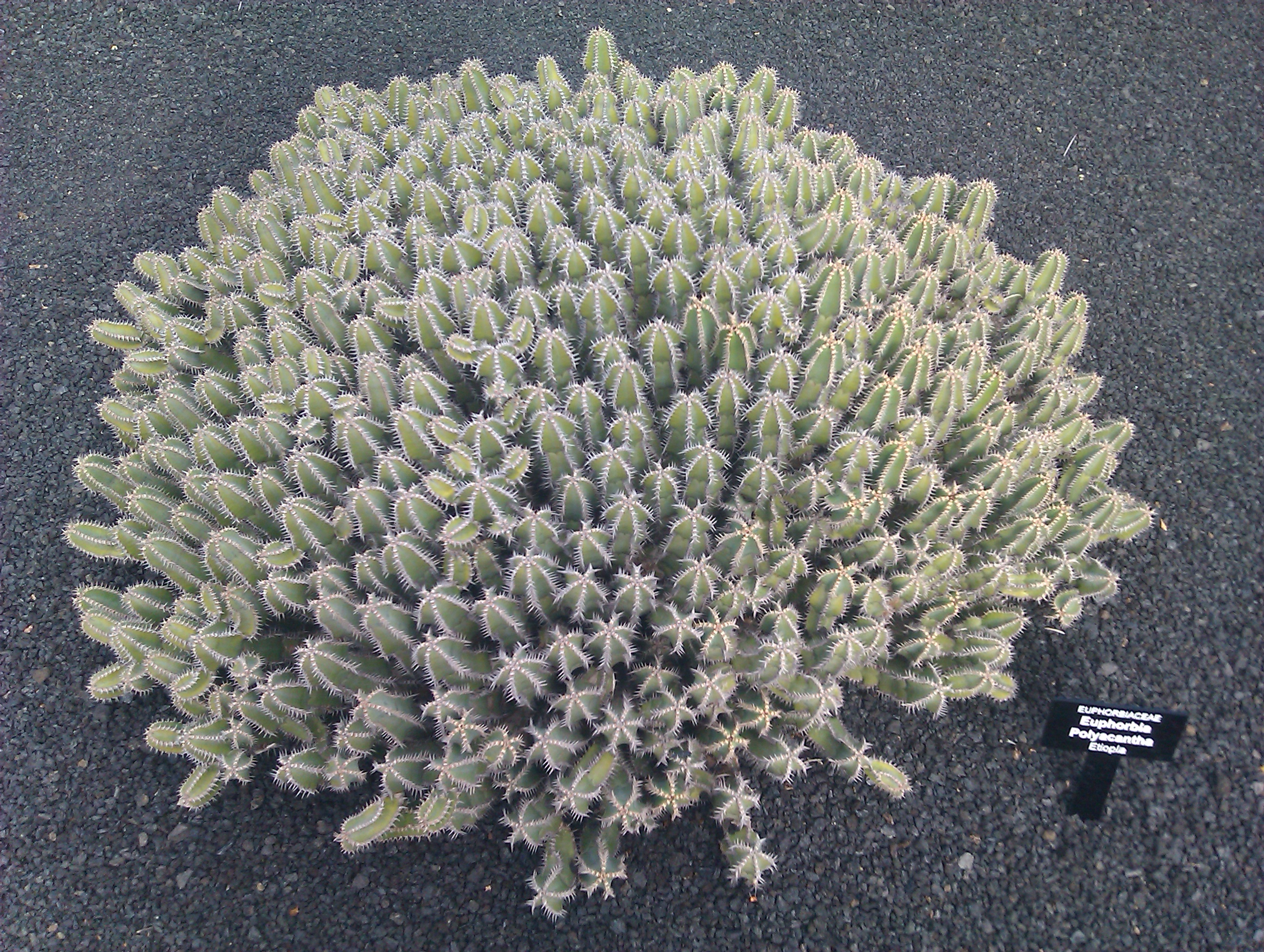
Vista de la planta

## Descripción
Es una planta suculenta arbusto tipo candelabro que alcanza un tamaño de  1,5 (-2) m de alto, más amplio que alto, con ramas densamente erectas, en su mayoría basales,; los tallos 4-7-angulados, de 12-30 mm de ancho, ligeramente segmentada, espinosa, sin hojas.

## Ecología
Se encuentra en las pendientes rocosas y afloramientos con Acacia  o matorrales de hoja perenne en los márgenes de bosques de Juniperus; en la sabana seca montañosa de las colinas cercanas al Mar Rojo, a una altitud de (-800 -) 1200-2000 (-2250) metros.
Es confundida con Euphorbia nigrispina (Somalia) y Euphorbia cactus. Se conoce un híbrido entre Euphorbia polyacantha y Euphorbia abyssinica.

## Taxonomía
Euphorbia polyacantha fue descrita por Pierre Edmond Boissier y publicado en Centuria Euphorbiarum 25. 1860.
Etimología
Euphorbia: nombre genérico que deriva del médico griego del rey Juba II de Mauritania (52 a 50 a. C. - 23), Euphorbus, en su honor – o en alusión a su gran vientre –  ya que usaba médicamente Euphorbia resinifera. En 1753 Carlos Linneo asignó el nombre a todo el género.
polyacantha: epíteto latino que significa "con muchas espinas".
Sinonimia
- Euphorbia thi Schweinf. (1868).
- Euphorbia infausta N.E.Br. in D.Oliver & auct. suc. (eds.) (1912).
- Euphorbia thi var. subinarticulata (Schweinf.) N.E.Br. in D.Oliver & auct. suc. (eds.) (1912).[5][6]